# Pseudomesus satanus
Pseudomesus satanus är en kräftdjursart som beskrevs av Kaiser och Saskia Brix 2007. Pseudomesus satanus ingår i släktet Pseudomesus och familjen Desmosomatidae.
Artens utbredningsområde är havet kring Australien. Inga underarter finns listade i Catalogue of Life.